# Villebarou
Villebarou is een gemeente in het Franse departement Loir-et-Cher (regio Centre-Val de Loire). De plaats maakt deel uit van het arrondissement Blois. Villebarou telde op 1 januari 2022 2.558 inwoners.

## Geografie
De oppervlakte van Villebarou bedroeg op 1 januari 2022 9,11 vierkante kilometer; de bevolkingsdichtheid was toen 280,8 inwoners per km².

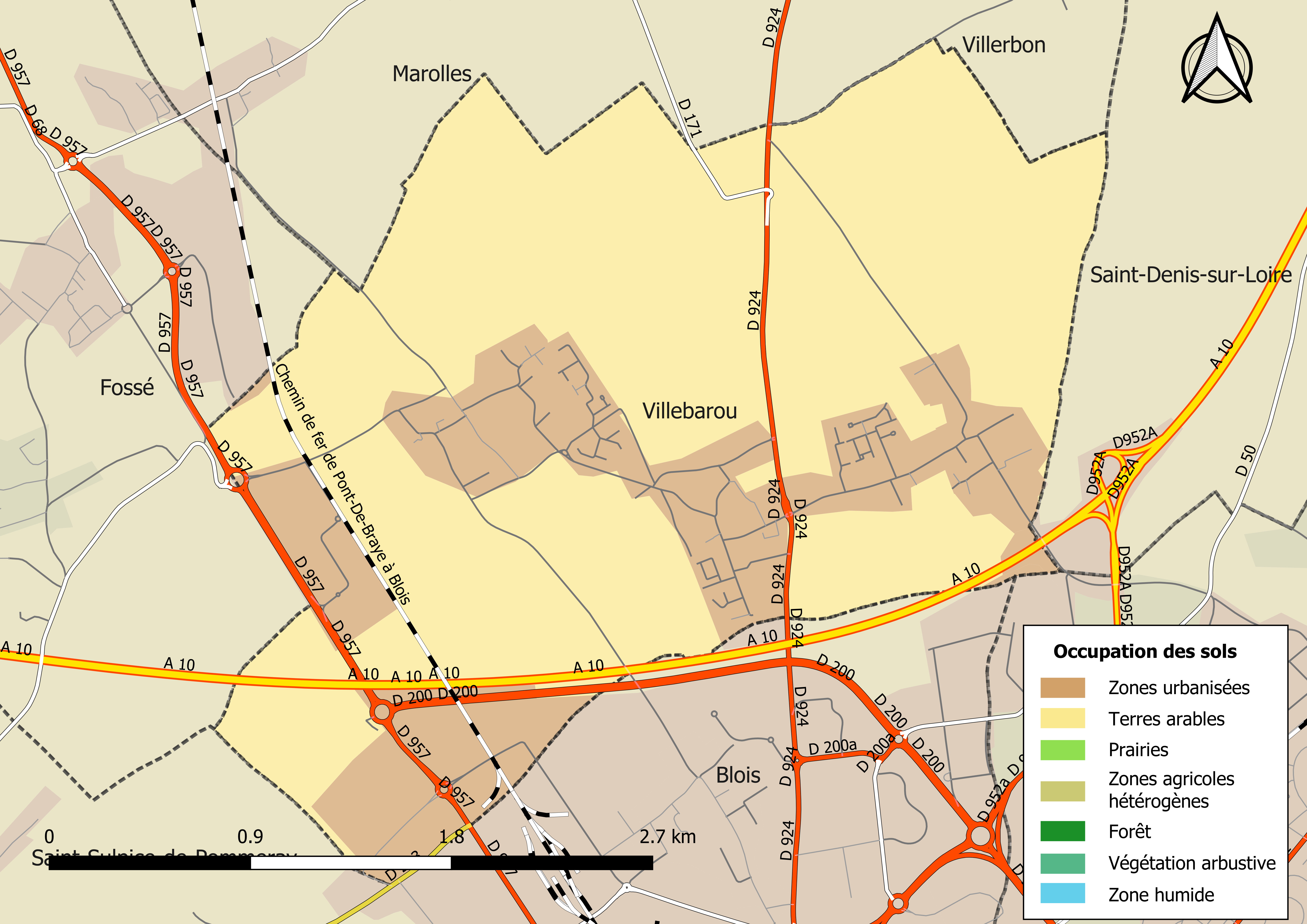
Kaart van de gemeente met de belangrijkste infrastructuur, bodemgebruik en omliggende gemeenten

## Demografie
Onderstaande figuur toont het verloop van het inwonertal (bron: INSEE-tellingen).